# Felice Carena
Felice Carena (ou très peu souvent Félix Caréna) (Cumiana, 13 août 1879 - Venise, 10 juin 1966) est un peintre italien.

## Biographie
Felice Carena s'inscrit à l'Académie Albertina de Turin où il est élève de Giacomo Grosso. Il fréquente des personnalités du mouvement symboliste, comme les poètes Arturo Graf et Giovanni Cena (it), le critique Enrico Thovez et Leonardo Bistolfi. En 1906, il s'installe à Rome et s'intègre à la vie intellectuelle et artistique de la capitale. En 1912, il expose à la Biennale de Venise les œuvres de sa première période romaine qui concluent sa phase symboliste.
Il découvre la Sécession et entre 1913 et 1915 il s'ouvre à l'influence de la peinture française de Cézanne et de Matisse qui rénovent profondément son langage pictural. Durant la Première Guerre mondiale il travaille peu. Il déménage à Anticoli Corrado : là, il retourne au « vrai » en travaillant sur la solidité de construction et la définition des volumes.
En 1922 il organise à Rome avec le sculpteur Attilio Selva (it) une école d'art près des Orti Sallustiani, fréquentée par Fausto Pirandello, Emanuele Cavalli et Giuseppe Capogrossi. En 1924 il est nommé professeur à l'Académie des Beaux-Arts de Florence où il enseigne jusqu'en 1945. À Florence il se lie d'amitié avec Ardengo Soffici et Libero Andreotti. En 1945 il déménage à Venise où il travaille jusqu'à la fin de ses jours.

## Œuvres
- Il viandante (1911)
- Deux guerriers, plume à l'encre noire, 290 × 229 mm, œuvre signée explicitement  « Carena ».
- Bambina sulla porta (1919),
- La quiete (1921)
- Nudo di donna (1927) ,
- Natura morta con coralli,
- Natura morta (1921)
- Natura morta (1926)
- La scuola,
- Esodo 1962, encre de seiche aquarellée
- Il ponte sul Cinquale,
- Maternità,
- San Martino et il povero, encre de Chine
- Deposizione, encre de Chine
- Famiglia di pescatori
- Natura Morta 1949 (1949)

Musées exposant ses œuvres
- Museo Revoltella, Trieste
- Galleria Civica d´Arte Moderna e Contemporanea - GAM, Turin
- Gallerie d´Arte Moderna di Udine GAMUD, Udine

Galerie
- Contini Galleria d´Arte, Venise